# Augusto Pérez Araníbar
Augusto E. Pérez Araníbar Hurtado (*Arequipa, 26 de octubre de 1858 - Lima, 17 de marzo de 1958), fue un afamado médico y filántropo preocupado por los aspectos sociales peruanos. Promovió grandes obras de alcance social principalmente durante su gestión como director de la Sociedad de Beneficencia Pública de Lima.

## Biografía
Fue hijo de Manuel Pérez Araníbar y María Hurtado y Tapia. Estudió en la Facultad de Medicina de la Universidad Nacional Mayor de San Marcos. Al estallar la Guerra del Pacífico, ofreció sus servicios profesionales al gobierno, junto con sus condiscípulos. Fue incorporado a la cuarta ambulancia en calidad de practicante, el 29 de septiembre de 1879 e integró la expedición que llevó medicinas al asediado puerto de Arica en 1880. Durante la defensa de Lima, atendió a los heridos de la batalla de San Juan y la de Miraflores, en enero de 1881. Continuó dicha labor hasta la firma de la paz en 1883.
En 1882 se graduó de bachiller, con una tesis nacida de su experiencia en los hospitales de sangre: "Heridas por arma de Fuego y su influencia sobre la diátesis", que fue publicado en los Anales Universitarios por acuerdo de la Facultad. Se recibió como médico en 1883 y se graduó de licenciado y doctor con tesis sobre la "Investigación de los venenos orgánicos y aguas medicinales". 
Fue promovido a cirujano mayor del ejército en 1885 y retornó a Arequipa, posiblemente en comisión de servicio. Fue elegido diputado por la provincia de Castilla en 1892. Su mandato se vio interrumpido por la Guerra civil de 1894. Dicha experiencia no le fue satisfactoria y abandonó la política.
En 1903 viajó a Europa, donde se interesó en los avances sobre el tratamiento de las enfermedades del aparato digestivo y en la construcción de hospitales. Como delegado del Perú, asistió al Congreso Médico Internacional realizado en Madrid, donde le tocó pronunciar el discurso de clausura. Luego viajó a Estados Unidos. 
Retornó a Lima, trayendo consigo planos, prospectos, libros e iniciativas. Ejerció entonces su profesión y se especializó en las enfermedades gástricas. Fue incorporado a la Sociedad de Beneficencia Pública en 1905, de la que fue sucesivamente vicedirector de 1913 a 1916 y director entre 1916 y 1918. Presentó una serie de iniciativas a favor de la infancia y la ancianidad desvalida, y todas las llevó a cabo, convenciendo a las empresas y hombres de fortuna  a colaborar en tales obras filantrópicas.
Falleció viudo la mañana del 17 de marzo de 1958 a los 99 años en el distrito limeño de Miraflores. Estuvo casado con Doña Delmira Rospigliosi.

## Obras sociales

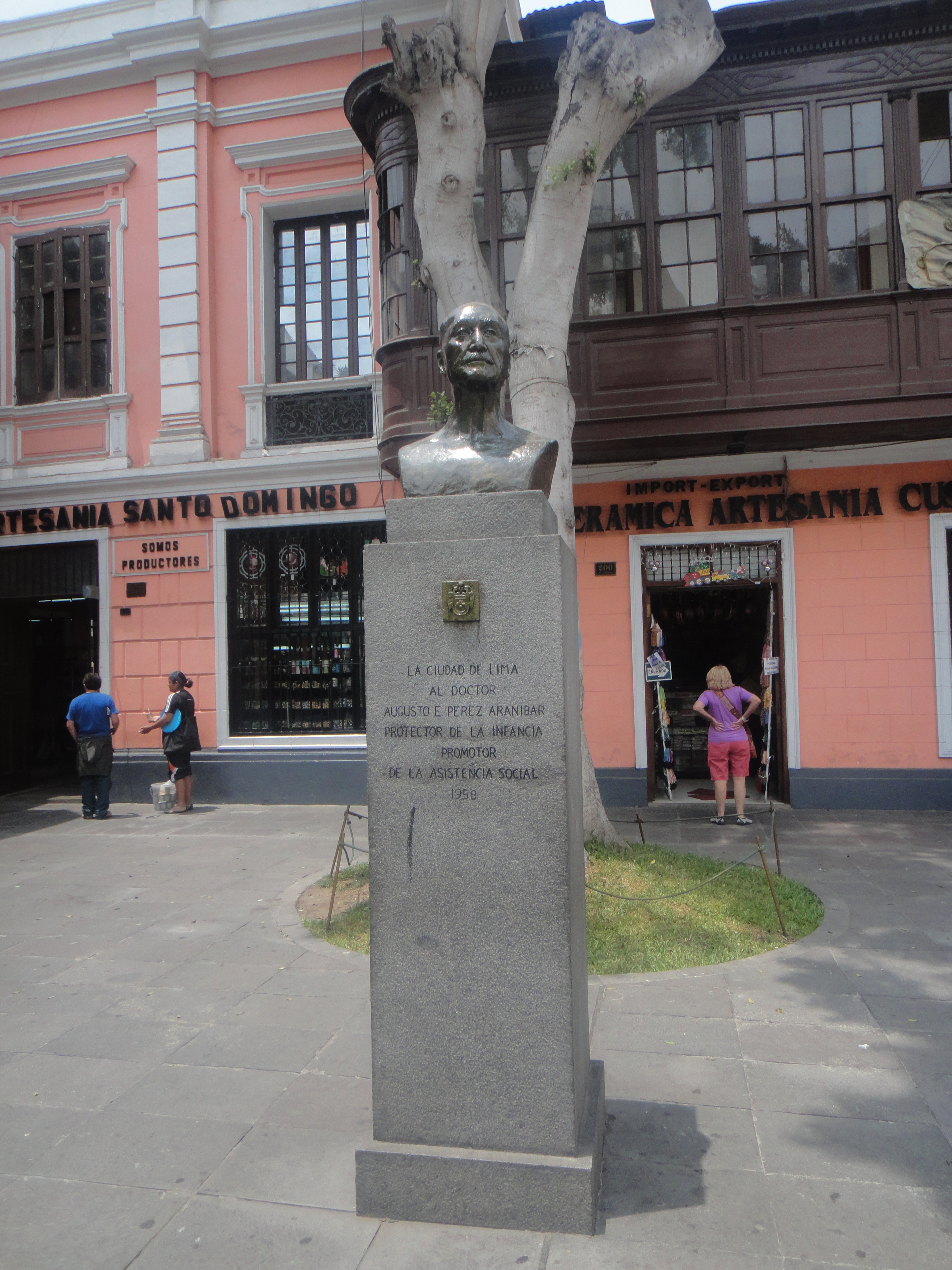
Busto a Augusto Pérez Araníbar en Lima, Perú.

Como director de la Sociedad de Beneficencia Pública de Lima planteó la ejecución de obras de tipo asistencial, entre las que resaltan las siguientes:
- El Puericultorio Pérez Araníbar, que hasta la actualidad subsiste, construido sobre un área de 108,000 m², en la avenida del Ejército y frente al mar, en la cual fueron agrupados todos los centros creados para la asistencia de huérfanos. El costo del edificio llegó a más de medio millón de soles (de principios del siglo XX), que Pérez Araníbar obtuvo de diversas donaciones. Actualmente, es administrado por la Beneficencia Pública y los voluntarios de la Operación Mato Grosso, ONG fundada por el sacerdote Ugo de Censi.
- El Hospital Arzobispo Loayza, ubicado en la avenida Alfonso Ugarte, para la atención de las mujeres. Actualmente, es uno de los más importantes hospitales públicos del Perú.
- El Hospital del Niño.
- Un asilo nocturno para resguardar hasta por tres noches a 200 personas de ambos sexos, que finalmente carecieran de techo.
- Cámaras de lactancia o “cunas”, adscritas a las fábricas para que las madres obreras lactantes dejaran a sus infantes mientras trabajaban.

Totalmente entregado a su labor filantrópica, Pérez Araníbar se negó a aceptar cargos como la alcaldía, ministerios de Estado o representaciones en el Parlamento Nacional, a fin de velar personalmente sobre las instituciones caritativas que había impulsado.